# Niamana
Niamana är en kommun i Mali.   Den ligger i regionen Koulikoro, i den sydvästra delen av landet, 210 km norr om huvudstaden Bamako.